# Esquimalt—Juan de Fuca

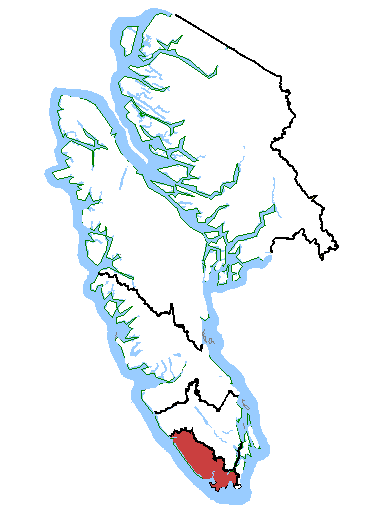
Esquimalt—Juan de Fuca (en rouge) sur une carte de Colombie Britannique

Esquimalt—Juan de Fuca est une ancienne circonscription électorale fédérale canadienne de la Colombie-Britannique, représentée de 1988 à 2015.

## Historique
La circonscription se situait à l'ouest de la Colombie-Britannique au sud-ouest de l'île de Vancouver. Cette circonscription représentait les villes de Saanich, Langford, Esquimalt, Colwood, Sooke, View Royal et Metchosin. 
Les circonscriptions limitrophes étaient Nanaimo—Cowichan, Saanich—Gulf Islands et Victoria. 
Elle possédait une population de 120 669 personnes, dont 88 782 électeurs, sur une superficie de 1 862 km2.

## Députés
| Législature                                                                                         | Années    | Député | Député           | Parti               |
| --------------------------------------------------------------------------------------------------- | --------- | ------ | ---------------- | ------------------- |
| Esquimalt—Juan de Fuca issue d'Esquimalt—Saanich, Cowichan—Malahat—Les Îles et Saanich—Gulf Islands |           |        |                  |                     |
| 34e                                                                                                 | 1988–1993 |        | Dave Barrett     | Néo-démocrate       |
| 35e                                                                                                 | 1993–1997 |        | Keith Martin     | Réformiste          |
| 36e                                                                                                 | 1997–2000 |        | Keith Martin     | Réformiste          |
| 36e                                                                                                 | 2000–2000 |        | Keith Martin     | Alliance canadienne |
| 37e                                                                                                 | 2000–2003 |        | Keith Martin     | Alliance canadienne |
| 37e                                                                                                 | 2003–2004 |        | Keith Martin     | Indépendant         |
| 38e                                                                                                 | 2004–2006 |        | Keith Martin     | Libéral             |
| 39e                                                                                                 | 2006–2008 |        | Keith Martin     | Libéral             |
| 40e                                                                                                 | 2008–2011 |        | Keith Martin     | Libéral             |
| 41e                                                                                                 | 2011–2015 |        | Randall Garrison | Néo-démocrate       |
| Redistribuée parmi Esquimalt—Saanich—Sooke et Cowichan—Malahat—Langford                             |           |        |                  |                     |

## Résultats électoraux
1. ↑  Élections Canada, « Résultats Élection fédérale canadienne de 2011 - Esquimalt—Juan de Fuca », sur enr.elections.ca (consulté le 28 février 2025).
2. ↑  Élections Canada, « Résultats Élection fédérale canadienne de 2008 - Esquimalt—Juan de Fuca », sur enr.elections.ca (consulté le 28 février 2025).
3. ↑  Élections Canada, « Résultats Élection fédérale canadienne de 2006 - Esquimalt—Juan de Fuca », sur enr.elections.ca (consulté le 28 février 2025).
4. ↑  Élections Canada, « Résultats Élection fédérale canadienne de 2004 - Esquimalt—Juan de Fuca », sur enr.elections.ca (consulté le 28 février 2025).